# Summerred

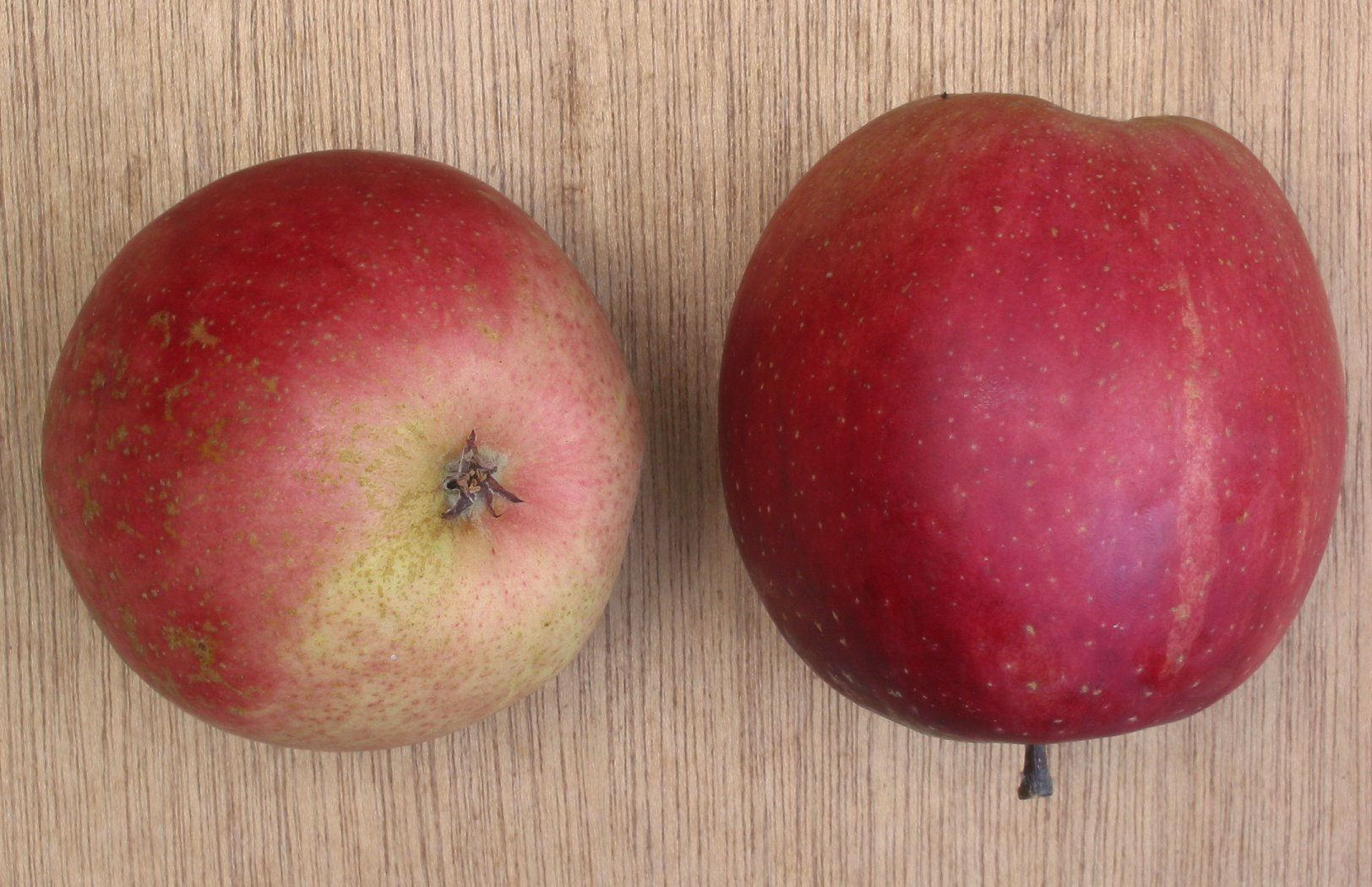
Summerred

Summerred är en äppelsort vars ursprung är Kanada, och är resultatet av korsningen McIntosh och Golden Delicious. Äpplet blev registrerat 1974. Äpplet skal är av en intensiv röd färg, och köttets smak är saftig, mör, söt, och smått vinsyrlig och bärig. Äpplet bör plockas då det mognat under septembers sista halva, och det håller sig till november. Summerred passar bäst som ätäpple, men kan även användas i köket. Har självsterilitetsgenerna S2S9. Medelskördetid vid Alnarp(zon 1) 14 september. Äpplesorten drabbas svårt av skorv. Blomningen på detta äpple är tidig, och äpplen som pollineras av Summerred är bland annat, Aroma, Cortland, Discovery, Eldrött Duväpple, Filippa, Guldborg, James Grieve, Katja, Lobo, Melba, Quinte, Transparente Blanche och Sävstaholm. I Sverige odlas Summerred gynnsamast i zon I-III.